# Jamaleddin Ibn Wassel
 (mars 2018).
Pour les articles homonymes, voir Wassel.
Jamaleddin Ibn Wassel est un diplomate et homme de loi égyptien (Hama, 1207-1298), auteur d’une chronique sur la période ayyoubide et le début de l’ère mamelouk.
Ses talents le font remarquer de bonne heure et il est à diverses époques chargé de missions diplomatiques importantes. Par cette position il est proche des grands événements de son temps, ce qui donne un grand prix à ses écrits. Il se trouvait à Mansourah aux côtés de Tûrân Châh lors de l'invasion de l'Égypte par Louis IX en 1250. En 1261, il est envoyé par le sultan Baybars en ambassade auprès de Manfred Ier de Sicile, et c'est à la demande de ce jeune prince qu'il compose son traité de logique intitulé L'Impérial. Il est ensuite investi à Hama des fonctions de grand-juge (cadi des cadis).

### Sources et bibliographie
- Joseph-François Michaud, Histoire des croisades, vol. 6, Chez Aimé André, Libraire, Paris, 1829, [lire en ligne], p. 385 ;
- Amin Maalouf, Les croisades vues par les arabes, JC Lattès, 20 novembre 1986, 302 pages, [lire en ligne], p. 246.